# We Are Golden
We Are Golden is een nummer van de Britse zanger Mika uit 2009. Het is de eerste single van zijn tweede studioalbum The Boy Who Knew Too Much.
Het vrolijke nummer werd vooral in Europa een hit. In het Verenigd Koninkrijk haalde het de 4e positie. In de Nederlandse Top 40 haalde "We Are Golden" een bescheiden 20e positie, terwijl het in de Vlaamse Ultratop 50 de 9e positie wist te behalen.